# John Barnett
John Barnett (Bedford, 15 de julio de 1802-Leckhampton, 16 de abril de 1890) fue un compositor británico. 

## Biografía
Inició su carrera como cantante. Dedicado a la composición, fue director musical del Olympic Theatre de Londres. Más tarde compuso para el Lyric Theatre, donde estrenó óperas como The Mountain Sylph (1834). En el Drury Lane estrenó Fair Rosamond (1837) y Farinelli (1839), sobre la vida del famoso castrato.
Fue autor también del oratorio The Omnipresence of the deity (1830), así como misas, sinfonías, valses, fugas, sonatas y otras obras instrumentales. Escribió dos ensayos: Systems and sining masters (1843) y School for voice (1844). 